# VideoGUD
Videogud var en svensk landstingsfinansierad verksamhet som fanns åren 2006 - 2020 och som tillhandahöll videokonst via videokonststationer i offentlig miljö och anordnade en årlig festival för videokonst och experimentell film.
Videogud var ett samarbete mellan landstingen i Gävleborg, Uppsala och Dalarna. Landstingen ombildades efterhand till Regioner. Verksamheten drevs och utvecklades framförallt av regionernas konsulenter för film och bildkonst. 
Videogud:s totalt 30 videokonststationer fanns utplacerade på vårdinrättningar, bibliotek, skolor, museer och kulturhus runt om länen. Varje år visades två terminsprogram med videokonst på stationerna, ett på hösten och ett på våren. Ett program innehöll fem filmer och varje film visades under tre veckor. Syftet med videokonststationerna var att öka antalet exponeringsytor för videokonst i det offentliga rummet. Ett viktigt resultat av verksamheten var att aktuell konst av världsklass kunde visas även på mindre orter med begränsade utställningsmöjligheter. 
Videokonstfestivalen arrangerades årligen, vanligtvis i maj. Värdskapet för festivalen var ambulerande och flyttar runt mellan länen från år till år. Varje festival innehöll föreläsningar och visning av aktuell videokonst, såväl nationell som internationell. Dessutom arrangerades under några år två tävlingsmoment för filmare och konstnärer med anknytning Gävleborgs län, Dalarna eller Uppsala län.
Videoguds verksamhet beskrivs i en rapport från 2022.